# New Lots Avenue (IRT/métro de New York)
New Lots Avenue est une station aérienne du métro de New York située dans le quartier de East New York à Brooklyn. Elle est située sur l'IRT New Lots Line (métros rouges et verts), issue de l'ancienne Interborough Rapid Transit Company dont elle constitue le terminus sud (downtown). Sur la base de la fréquentation, la station figurait au 248e rang sur 421 en 2012.
Au total, quatre services y circulent :
- les métros 3 s'y arrêtent tout le temps sauf la nuit (late nights) ;
- les métros 4 s'y arrêtent uniquement la nuit (late nights) et assurent également une desserte spéciale durant les heures de pointe ;
- les métros 2 et 5 y circulent uniquement durant les heures de pointe pour des dessertes spéciales.